# Ostap Slyvynsky
Ostap Slyvynsky (en ukrainien : Оста́п Тара́сович Сливи́нський) né le 14 octobre 1978 à Lviv en Ukraine, est un poète, essayiste, traducteur, critique littéraire, philologue et universitaire ukrainien. Il est réputé pour ses recueils de poésie et est lauréat plusieurs prix littéraires ukrainiens et internationaux. Il est également connu comme traducteur en ukrainien de diverses œuvres de fiction.

## Biographie
Ostap Slyvynsky naît à Lviv, en Ukraine, le 14 octobre 1978. Il obtient en 2007 un doctorat à l'Institut de langue et de littérature slaves de l'université de Lviv.
Slyvynsky écrit surtout de la poésie. Mais en plus de sa poésie, il écrit pour différentes publications et travaille comme éditeur d'anthologies de la littérature contemporaine et de la littérature biélorusse. Il édite également un magazine littéraire, Radar. Il est chargé de cours à l'université de Lviv, où il enseigne la langue et la littérature polonaises. Il organise également l'accueil au Festival international de littérature dans les années 2006 et 2007.
Slyvynsky réside à Lviv.

## Travaux
En 2009, Slyvynsky avait publié quatre recueils de poésie. Le style de ses poèmes est décrit comme mouvementé et caractérisé par des associations et des images, des réflexions sur la langue, l'histoire et la politique. Sa poésie lui vaut le prix littéraire Antonych en 1997, le prix Hubert Burda en 2009 et le prix du Fonds Kovaliv en 2013,.
Les traductions de Slyvynsky portent sur des œuvres des écrivains Czesław Miłosz, Hanna Krall, Andrzej Stasiuk, Olga Tokarczuk, Mikołaj Łoziński, Ignacy Karpowicz, Derek Walcott, William Carlos Williams, James Tate et Georgi Gospodinov. Il est récompensé par les gouvernements ukrainien et polonais pour ses travaux de traduction, et reçoit la Médaille du mérite de la culture polonaise en 2014.
Ostap Slyvynsky collabore avec Bohdan Sehin afin d'organiser un spectacle médiatique en 2015 intitulé Préparation, qu'ils dédient aux victimes du conflit à l'est de l'Ukraine.

### Poésie
- Sacrifice de Big Fish, Lviv, 1998.
- Ligne du midi, Khmelnyts'ky-Kyiv, 2004.
- Bal dans les ténèbres, Kiev, 2008.
- Poussé par le feu, 2009.
- Adam, Chernivisti, 2012.
- Le roi de l'hiver, Lviv, 2018.

### Traductions
- Running Fire de Bohdan Zadura, Wrocław, 2009.
- Sand and Wine par Valéria Juríčková, Brno, 2015.
- Orphée de Stanislav Belsky, Dnipro, 2017.

### Anthologies
- La frontière: 28 poètes ukrainiens contemporains, Une anthologie, traduit par Anatoly Kudryavitsky, Londres, Publications Glagoslav, 2017  (ISBN 978-1-911414-48-3).